# Natalia Belczenko
Natalia Belczenko (Наталія Юліївна Бельченко, ur. 7 stycznia 1973 w Kijowie) – ukraińska poetka i tłumaczka.

## Życiorys
Urodziła się 7 stycznia 1973 roku w Kijowie. Ukończyła studia na Wydziale Filologicznym Kijowskiego Uniwersytetu Narodowego im. Tarasa Szewczenki.
Zadebiutowała w 1997 roku, opublikowała razem dziewięć tomików poetyckich. Jest laureatką Nagrody Huberta Burdy (2000) i nagrody Fundacji im. Łesi i Petra Kowałewych (2019), zaś w 2017 roku została stypendystką programu Ministra Kultury „Gaude Polonia”. Jej twórczość została przetłumaczona na język niemiecki, francuski, angielski, bułgarski, koreański, holenderski, polski, litewski, łotewski i hebrajski. Po polsku jej wiersze ukazały się na łamach czasopisma „Helikopter” w tłumaczeniu Pauliny Zięby oraz w antologii 100 wierszy wolnych z Ukrainy (2022) w przekładzie Bohdana Zadury.
Belczenko zajmuje się także tłumaczeniem, przekłada z ukraińskiego i białoruskiego na rosyjski oraz z polskiego na ukraiński. Przetłumaczyła m.in. utwory Wasyla Machno, Marianny Kijanowskiej, Myrosława Łajuka, Ołesi Mamczycz, Zuzanny Ginczanki, Jarosława Iwaszkiewicza, czy Bolesława Leśmiana. Za swoje tłumaczenia została wyróżniona nagrodą translatorską „Metafora” (2014), a także zajęła trzecie miejsce w Konkursie na najlepsze tłumaczenia poezji Wisławy Szymborskiej na język rosyjski, białoruski, ukraiński (2015).
Należy do Ukraińskiego PEN Clubu.